# Paracles brunnea
Paracles brunnea är en fjärilsart som beskrevs av Jacob Hübner 1827. Paracles brunnea ingår i släktet Paracles och familjen björnspinnare. Inga underarter finns listade i Catalogue of Life.